# Флаг Коми-Пермяцкого округа
Флаг Ко́ми-Пермя́цкого округа относится к государственной символике Пермского края и является официальным символом Коми-Пермяцкого округа Пермского края как административно-территориальной единицы с особым статусом и исторически сложившегося места проживания коми-пермяцкого народа с учётом его национально-культурных традиций.
Ныне действующий флаг утверждён 24 сентября 2009 года и внесён в Государственный геральдический регистр Российской Федерации с присвоением регистрационного номера 5551. До 22 октября 2009 года (даты вступления в силу закона о принятии флага), флагом Коми-Пермяцкого округа был флаг Коми-Пермяцкого автономного округа.

## Описание флага
«Флаг Коми-Пермяцкого округа Пермского края представляет собой прямоугольное полотнище с отношением ширины к длине 2:3, состоящее из трёх равновеликих горизонтальных полос: красной, белой и синей; в центре красной полосы — белая перна (солярный символ в виде двух параллельных косо расположенных полос, скрещённых под прямым углом с двумя такими же полосами), в центре белой — красный силуэт медведя».